# Christian Lente-Adeler
Christian Lente-Adeler (1699 – 8. oktober 1757) var en dansk godsejer.
Han var søn af Frederik Christian Adeler, var efter sin udenlandsrejse volontør ved Garden til Fods fra 1718 til 1722, blev derefter kammerjunker hos markgrevinden af Brandenburg-Kulmbach og senere hos kong Frederik IV til dennes død, 1735 etatsråd, 1747 konferensråd. Han købte 1727 af sine medarvinger Dragsholm Slot med tilliggende og fik samme år tilladelse til i anledning af et ham af hans morfaders broder, gehejmeråd Christian Lente, testamenteret fideikommis at føje Lenternes navn og våben til sit eget navn og våben; da han imidlertid forblev ugift, indsatte han ved testamente af 1755 sin broder Theodor til arving af det Lenteske navn og fideikommis og oprettede Dragsholm til et stamhus, der skulle tilfalde en Brodersøn af ham.